# Miguel Oswaldo González
Miguel Oswaldo González (8 novembre 1952) è un ex calciatore argentino, di ruolo attaccante.

## Caratteristiche tecniche
Poteva giocare sia come ala che come centravanti; aveva inoltre un discreto tono muscolare.

## Carriera

### Club
Iniziò la propria carriera debuttando nel campionato argentino 1975, disputando la stagione con il Boca Juniors di Buenos Aires e andando a segno per tre volte. Proseguì cambiando maglia, restando comunque nella capitale, accasandosi al Banfield. Con la società biancoverde s'impose come attaccante titolare, superando le cento partite in tre anni e sfiorando quota quaranta reti. Per l'annata 1979 lasciò Buenos Aires per Mendoza, giocando dodici volte per l'Independiente Rivadavia. L'ultima sua stagione in patria fu la 1980, trascorsa con i colori del Quilmes. Difatti, nel 1982 Roberto Jamiot lo portò in Colombia per giocare la massima serie con l'Atlético Bucaramanga. Proprio alla sua prima esperienza andina divenne capocannoniere del torneo, realizzando ventisette reti. Ripeté le buone prestazioni e a metà della stagione 1985 si trasferì al Deportivo Cali per volere del tecnico Vladimir Popović, che lo schierò titolare; raggiunta la cifra cumulativa di trentaquattro gol, l'argentino fu nuovamente il miglior marcatore del torneo, superando il connazionale Juan Gilberto Funes. Fece poi alcune presenze in Coppa Libertadores 1986, per la prima volta in carriera, e al termine dell'annata 1986 lasciò Cali per giocare a Tolima, con il Deportes; il centravanti raggiunse, alla fine dell'anno 1987, quota 95 reti nel campionato colombiano. Il Deportivo Tachira lo acquistò da quest'ultima squadra, e González vi chiuse la carriera nel 1993.

## Palmarès

### Individuale
- Capocannoniere della Categoría Primera A: 2

1982 (27 gol), 1985 (34 gol)